# Romain Alessandrini
Romain Alessandrini (Marsella, Francia, 3 de abril de 1989) es un exfutbolista francés que jugaba de centrocampista.

## Biografía

### Carrera
Nacido en Marsella, Alessandrini comenzó a jugar en clubes de su ciudad natal, hasta que a los 9 años se unió a las categorías infantiles del Olympique de Marsella, hasta que las abandonó a los 15 años.
Tras unirse al FC Gueugnon, Alessandrini debutó en la temporada 2008-09. En su primer partido se lesionó y regresó para la parte final de la temporada. En 2010 firmaría un contrato de dos años con el Clermont Foot. En su primera temporada marcó 13 goles y 7 asistencias y en la segunda marcó 11 goles con 4 asistencias.
En 2012 dio el salto a la Ligue 1 fichando por el Stade Rennes, marcando su primer gol en agosto contra el SC Bastia.
El 25 de junio de 2014 se anunció el traspaso de Alessandrini al Olympique de Marsella por cuatro temporadas, el monto del traspaso se estima entre 4 y 5 millones de euros.

### Carrera internacional
Alessandrini fue convocado por la selección de fútbol de Francia en febrero de 2013, aunque nunca llegó a debutar.

## Clubes
| Club                  | País           | Año       |
| --------------------- | -------------- | --------- |
| F. C. Gueugnon        | Francia        | 2008-2010 |
| Clermont Foot         | Francia        | 2010-2012 |
| Stade Rennais F. C.   | Francia        | 2012-2014 |
| Olympique de Marsella | Francia        | 2014-2017 |
| Los Angeles Galaxy    | Estados Unidos | 2017-2020 |
| Qingdao Huanghai      | China          | 2020-2021 |
| Shenzhen F. C.        | China          | 2022-2023 |

### Estadísticas
Actualizado al último partido jugado el 10 de mayo de 2015.
| Club                          | Temporada           | Div.                | Liga | Liga | Liga | Copas nacionales * | Copas nacionales * | Copas nacionales * | Copas internacionales ** | Copas internacionales ** | Copas internacionales ** | Total | Total | Total | Prom. · |
| Club                          | Temporada           | Div.                | PJ   | G    | A    | PJ                 | G                  | A                  | PJ                       | G                        | A                        | PJ    | G     | A     | Prom. · |
| ----------------------------- | ------------------- | ------------------- | ---- | ---- | ---- | ------------------ | ------------------ | ------------------ | ------------------------ | ------------------------ | ------------------------ | ----- | ----- | ----- | ------- |
| FC Gueugnon Francia           |                     |                     |      |      |      |                    |                    |                    |                          |                          |                          |       |       |       |         |
| 2008-09                       | 3.ª                 | 27                  | 3    | 0    | 0    | 0                  | 0                  | —                  | —                        | —                        | 27                       | 3     | 0     | 0,11  |         |
| 2009-10                       | 3.ª                 | 6                   | 3    | 0    | 1    | 0                  | 0                  | —                  | —                        | —                        | 7                        | 3     | 0     | 0,49  |         |
| Total                         | Total               | 33                  | 6    | 0    | 1    | 0                  | 0                  | —                  | —                        | —                        | 34                       | 6     | 0     | 0,18  |         |
| Clermont Foot Francia         |                     |                     |      |      |      |                    |                    |                    |                          |                          |                          |       |       |       |         |
| 2010-11                       | 2.ª                 | 35                  | 11   | 7    | 3    | 2                  | 0                  | —                  | —                        | —                        | 38                       | 13    | 7     | 0,34  |         |
| 2011-12                       | 2.ª                 | 33                  | 11   | 4    | 2    | 0                  | 0                  | —                  | —                        | —                        | 35                       | 11    | 4     | 0,33  |         |
| Total                         | Total               | 68                  | 22   | 11   | 5    | 2                  | 0                  | —                  | —                        | —                        | 73                       | 24    | 11    | 0,19  |         |
| Stade Rennais FC Francia      |                     |                     |      |      |      |                    |                    |                    |                          |                          |                          |       |       |       |         |
| 2012-13                       | 1.ª                 | 22                  | 10   | 5    | 4    | 3                  | 0                  | —                  | —                        | —                        | 26                       | 13    | 5     | 0,50  |         |
| 2013-14                       | 1.ª                 | 27                  | 6    | 5    | 7    | 1                  | 0                  | —                  | —                        | —                        | 34                       | 7     | 5     | 0,20  |         |
| Total                         | Total               | 49                  | 16   | 10   | 11   | 4                  | 0                  | —                  | —                        | —                        | 60                       | 20    | 10    | 0,33  |         |
| Olympique de Marsella Francia |                     |                     |      |      |      |                    |                    |                    |                          |                          |                          |       |       |       |         |
| 2014-15                       | 1.ª                 | 24                  | 2    | 4    | 1    | 0                  | 0                  | —                  | —                        | —                        | 25                       | 2     | 4     | 0,08  |         |
| Total                         | Total               | 24                  | 2    | 4    | 1    | 0                  | 0                  | —                  | —                        | —                        | 25                       | 2     | 4     | 0,08  |         |
| Total en su carrera           | Total en su carrera | Total en su carrera | 174  | 36   | 25   | 18                 | 6                  | 0                  | —                        | —                        | —                        | 192   | 52    | 22    | 0,27    |

- (*) Copa de Francia y Copa de la Liga de Francia